# Eptathlon femminile
L'eptathlon femminile è una specialità dell'atletica leggera che contempla 7 gare di altrettante discipline diverse. Fa parte delle prove multiple, si disputa esclusivamente all'aperto ed è inserita nei programmi di tutte le competizioni internazionali di atletica leggera.

## Caratteristiche
La gara si svolge in due giornate consecutive, quattro prove nella prima giornata e tre nella seconda e conclusiva. Ad ogni prestazione ottenuta è associato un punteggio, secondo delle tabelle dette tabelle ungheresi. Al termine delle sette prove la somma dei risultati determina l'atleta vincente.
La gara indoor corrispondente, anch'essa inserita nei programmi delle varie competizioni internazionali, è il pentathlon, che invece si compone di cinque prove.

### Programma delle gare
Nella prima giornata si svolgono:
- 100 metri ostacoli,
- salto in alto,
- getto del peso,
- 200 metri piani.

Nella seconda:
- salto in lungo,
- lancio del giavellotto,
- 800 metri piani.

L'eptathlon fu inserito nel programma olimpico a partire dai Giochi di Los Angeles 1984, in sostituzione del pentathlon.

## Tabella punteggi

### Tabella in vigore
La tabella in vigore per il calcolo dei punteggi dell'eptathlon femminile outdoor si serve di tre formule:
- Punteggio = a • (b - T) c - per le corse
- Punteggio = a • (M - b) c - per i salti
- Punteggio = a • (D - b) c - per i lanci

Dove T è il tempo (espresso in secondi/centesimi) stabilito dall'atleta, M è la misura (espressa in centimetri), D è la distanza (espressa in metri) ed i coefficienti a, b e c sono i seguenti per ogni prova:
| Specialità             | Unità di misura | a        | b      | c     |
| ---------------------- | --------------- | -------- | ------ | ----- |
| 200 m piani            | Secondi         | 4,99087  | 42,50  | 1,81  |
| 800 m piani            | Secondi         | 0,11193  | 254,00 | 1,88  |
| 100 m ostacoli         | Secondi         | 9,23076  | 26,70  | 1,835 |
| Salto in alto          | Centimetri      | 1,84523  | 75,00  | 1,348 |
| Salto in lungo         | Centimetri      | 0,188807 | 210,00 | 1,41  |
| Getto del peso         | Metri           | 56,0211  | 1,50   | 1,05  |
| Lancio del giavellotto | Metri           | 15,9803  | 3,80   | 1,04  |

Per quanto riguarda le unità di misura: per i 200 m, gli 800 m e i 100 ostacoli si considerano i secondi (con le relative frazioni); per il salto in lungo e il salto in alto si considerano i centimetri; per il getto del peso e il lancio del giavellotto si considerano i metri (con le relative frazioni).
Esempi
- Gara su pista: 22"95 sui 200 m = a • (b - T) c = 4,99087 x (42,50 - 22,95) 1,81 = 1084,30 = 1084 (si approssima sempre per difetto)
- Salto: 7,14 m nel lungo = a • (M - b) c  = 0,188807 x (714-210) 1,41 = 1220,23 = 1220 (si approssima sempre per difetto)
- Lancio: 55,24 m nel giavellotto = a • (D - b) c = 15,9803 x (55,24 - 3,80) 1,04 = 962,36 = 962 (si approssima sempre per difetto)

## Record

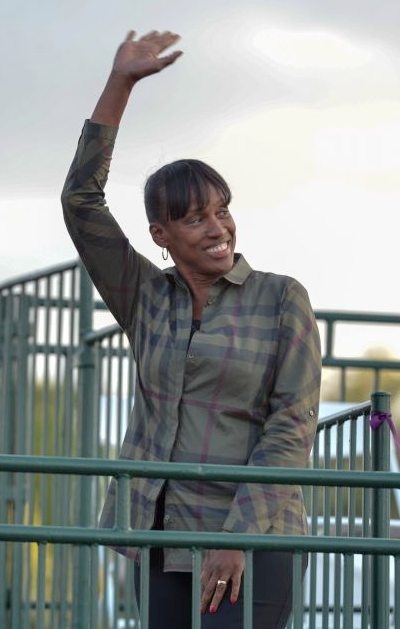
Jackie Joyner-Kersee, primatista mondiale della specialità

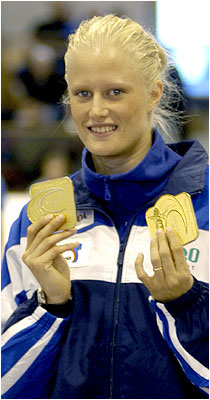
Carolina Klüft, detentrice del record europeo

Statistiche aggiornate al 14 marzo 2021.
|                             | Punti | Atleta               | Luogo    | Data              |
| --------------------------- | ----- | -------------------- | -------- | ----------------- |
| Record mondiale             | 7 291 | Jackie Joyner-Kersee | Seul     | 24 settembre 1988 |
| Record olimpico             | 7 291 | Jackie Joyner-Kersee | Seul     | 24 settembre 1988 |
| Record africano             | 6 423 | Margaret Simpson     | Götzis   | 29 maggio 2005    |
| Record asiatico             | 6 942 | Ghada Shouaa         | Götzis   | 26 maggio 1996    |
| Record europeo              | 7 032 | Carolina Klüft       | Osaka    | 26 agosto 2007    |
| Record nord-centroamericano | 7 291 | Jackie Joyner-Kersee | Seul     | 24 settembre 1988 |
| Record oceaniano            | 6 695 | Jane Flemming        | Auckland | 28 gennaio 1990   |
| Record sudamericano         | 6 346 | Evelis Aguilar       | Ibagué   | 14 marzo 2021     |

Legenda:
: record mondiale
: record olimpico
: record africano
: record asiatico
: record europeo
: record nord-centroamericano e caraibico
: record oceaniano
: record sudamericano

## Migliori atlete
Statistiche aggiornate al 28 maggio 2023.
|     | Punti | Atleta                    | Luogo   | Data              |
| --- | ----- | ------------------------- | ------- | ----------------- |
| 1.  | 7 291 | Jackie Joyner-Kersee      | Seul    | 24 settembre 1988 |
| 2.  | 7 032 | Carolina Klüft            | Osaka   | 26 agosto 2007    |
| 3.  | 7 013 | Nafissatou Thiam          | Götzis  | 28 maggio 2017    |
| 4.  | 7 007 | Larisa Turčinskaja        | Brjansk | 11 giugno 1989    |
| 5.  | 6 988 | Anna Hall                 | Götzis  | 28 maggio 2023    |
| 6.  | 6 985 | Sabine Braun              | Götzis  | 31 maggio 1992    |
| 7.  | 6 981 | Katarina Johnson-Thompson | Doha    | 4 ottobre 2019    |
| 8.  | 6 955 | Jessica Ennis-Hill        | Londra  | 4 agosto 2012     |
| 9.  | 6 946 | Sabine John               | Potsdam | 6 maggio 1984     |
| 10. | 6 942 | Ghada Shouaa              | Götzis  | 26 maggio 1996    |

## Eptatlete celebri
La statunitense Jackie Joyner-Kersee è ritenuta la più grande eptatleta di tutti i tempi. È stata la dominatrice della specialità sin dalla sua introduzione agli inizi degli anni ottanta: argento ai Giochi olimpici del 1984 a soli cinque punti dall'australiana Glynis Nunn, vinse poi due titoli mondiali (1987 e 1993) e due titoli olimpici (1988 e 1992). È stata la prima donna a superare la quota di 7 000 punti, nel 1986 ai Goodwill Games. Suo anche il record mondiale, 7 291 punti, stabilito il 24 ottobre 1988 a Seul durante i Giochi olimpici.
Negli anni 2000 ha primeggiato la svedese Carolina Klüft, vincitrice dell'eptathlon ai mondiali di Parigi Saint-Denis 2003 con 7 001 punti, terza donna di sempre a superare la barriera dei 7 000 punti (dopo la Joyner-Kersee e la sovietica Larisa Turčinskaja), seguito dall'oro ai Giochi olimpici di Atene l'anno dopo. Nel suo palmarès figurano altri due titoli mondiali (2005 e 2007) e due titoli europei (2002 e 2006).

## Vincitrici nelle competizioni internazionali

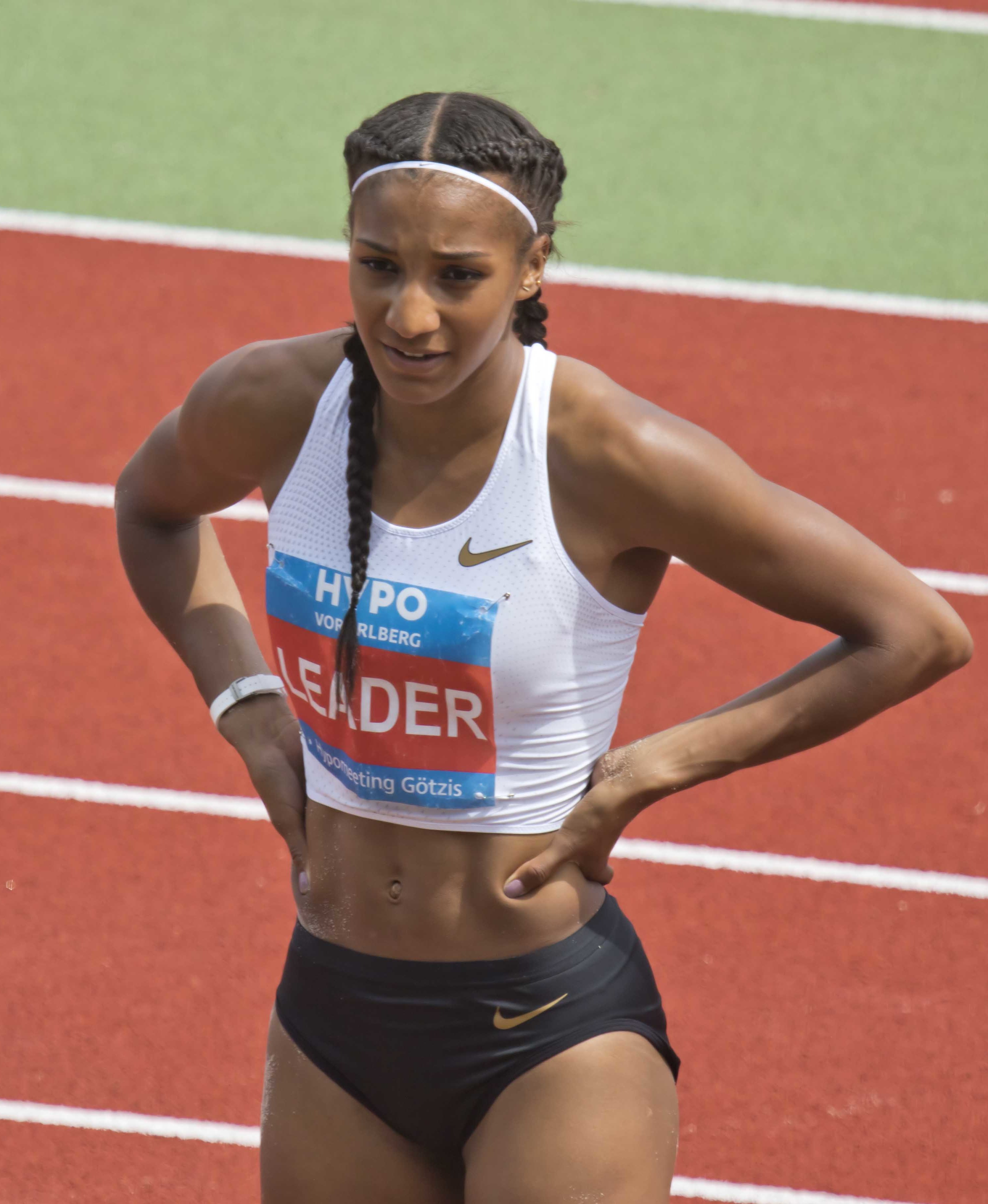
Nafissatou Thiam, oro olimpico a e

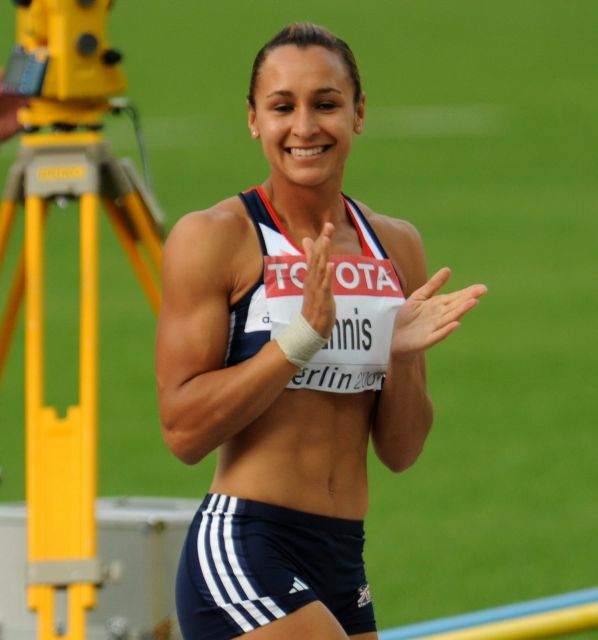
Jessica Ennis-Hill, campionessa olimpica a

### Giochi olimpici
| Sede e anno         | Vincitrice           |
| ------------------- | -------------------- |
| Los Angeles 1984    | Glynis Nunn          |
| Seul 1988           | Jackie Joyner-Kersee |
| Barcellona 1992     | Jackie Joyner-Kersee |
| Atlanta 1996        | Ghada Shouaa         |
| Sydney 2000         | Denise Lewis         |
| Atene 2004          | Carolina Klüft       |
| Pechino 2008        | Natalija Dobryns'ka  |
| Londra 2012         | Jessica Ennis-Hill   |
| Rio de Janeiro 2016 | Nafissatou Thiam     |
| Tokyo 2020          | Nafissatou Thiam     |

### Mondiali
| Sede e anno             | Vincitrice                |
| ----------------------- | ------------------------- |
| Helsinki 1983           | Ramona Neubert            |
| Roma 1987               | Jackie Joyner-Kersee      |
| Tokyo 1991              | Sabine Braun              |
| Stoccarda 1993          | Jackie Joyner-Kersee      |
| Göteborg 1995           | Ghada Shouaa              |
| Atene 1997              | Sabine Braun              |
| Siviglia 1999           | Eunice Barber             |
| Edmonton 2001           | Elena Prochorova          |
| Parigi Saint-Denis 2003 | Carolina Klüft            |
| Helsinki 2005           | Carolina Klüft            |
| Osaka 2007              | Carolina Klüft            |
| Berlino 2009            | Jessica Ennis-Hill        |
| Taegu 2011              | Jessica Ennis-Hill        |
| Mosca 2013              | Hanna Kas'janova          |
| Pechino 2015            | Jessica Ennis-Hill        |
| Londra 2017             | Nafissatou Thiam          |
| Doha 2019               | Katarina Johnson-Thompson |
| Oregon 2022             | Nafissatou Thiam          |